# (14047) Kohichiro
(14047) Kohichiro est un astéroïde de la ceinture principale.

## Description
(14047) Kohichiro est un astéroïde de la ceinture principale. Il fut découvert le 18 novembre 1995 à Kitami par Kin Endate et Kazuro Watanabe. Il présente une orbite caractérisée par un demi-grand axe de 2,38 UA, une excentricité de 0,08 et une inclinaison de 5,8° par rapport à l'écliptique.

## Compléments